# خیرآباد (دشتستان)
خیرآباد، روستایی است از توابع بخش مرکزی در شهرستان دشتستان استان بوشهر ایران.

## جمعیت
این روستا در دهستان دالکی قرار داشته و بر اساس سرشماری سال ۱۳۸۵ جمعیت آن ۴۴۱نفر (۷۹خانوار) می‌باشد.